# هي هوي
هي هوي (بالصينية: 和慧) هي مغنية صينية، ولدت في 1972 في شيان في الصين.

## وصلات خارجية
- هي هوي على موقع IMDb (الإنجليزية)
- هي هوي على موقع الموسوعة البريطانية (الإنجليزية)
- هي هوي على موقع ميوزك برينز (الإنجليزية)